# Kisvaskút
Kisvaskút (németül: Eisenhüttl, horvátul: Jezero, Jezerjani) Kukmér településrésze, egykori önálló falu Ausztriában, Burgenland tartományban, a Németújvári járásban.

## Fekvése
Németújvártól 12 km-re északnyugatra, a Zickenbach partján fekszik.

## Története
A települést a 16. század közepén alapították, amikor Batthyány Ferenc horvátországi birtokairól származó horvátokat telepítettek ide. Első írásos említése 1576-ban történt. Nevét a területén fakadó vastartalmú ásványvíz forrásokról kapta. A németújvári uradalomhoz tartozott.
Vályi András szerint " JESZERO. Vas műhely Vas Várm. földes Ura G. Batthyáni Uraság, fekszik Kukmerhez nem meszsze, ’s ennek filiája."
Fényes Elek szerint " Eisenhüttel, (Jezero), horvát falu, Vas vgyében, 132 kath. lak. A németujvári urad. Tartozik. " 
Vas vármegye monográfiája szerint " Vaskut, 58 házzal és 441 r. kath. és ág. ev. vallásu, horvát- és németajku lakossal. Postája Kukmér, távirója Német-Ujvár. A községben három ásványvíz-forrás van. Határában azelőtt kb. 35 hold terjedelmű tó volt. Kath. temploma 1797-ben épült.."
1910-ben 389, többségben horvát lakosa volt, jelentős német kisebbséggel. A trianoni békeszerződésig Vas vármegye Németújvári járásához tartozott.
1971-ben közigazgatásilag Kukmérhoz csatolták.

## Nevezetességei
- Szent György tiszteletére szentelt római katolikus temploma 1796-ban épült.

## Külső hivatkozások
- Kukmér hivatalos oldala
- Kisvaskút a dél-burgenlandi települések honlapján